# James H. Blake
James Heighe Blake (* 11. Juni 1768 im Calvert County, Province of Maryland; † 29. Juli 1819) war ein US-amerikanischer Politiker. Zwischen 1813 und 1817 war er Bürgermeister von Washington, D.C.

## Werdegang
Nach einem Medizinstudium und seiner im Jahr 1789 erfolgten Zulassung als Arzt begann James Blake in diesem Beruf zu arbeiten. Zwischen 1795 und 1800 lebte er in der damals im Aufbau befindlichen zukünftigen Bundeshauptstadt Washington. Danach praktizierte er bis 1809 in Colchester (Virginia), ehe er nach Washington zurückkehrte. Dort wurde er in den Stadtrat gewählt. Seine Parteizugehörigkeit ist nicht überliefert.
Im Jahr 1813 wurde Blake vom Stadtrat zum Bürgermeister der Bundeshauptstadt Washington gewählt. Dieses Amt bekleidete er nach drei Wiederwahlen zwischen 1813 und 1817. Die Bürgermeister von Washington wurden von 1802 bis 1812 vom jeweiligen US-Präsidenten ernannt. Von 1812 bis 1820 wurden sie vom Stadtrat gewählt. Erst nach 1820 gab es reguläre Wahlen für dieses Amt. Erwähnenswert ist auch, dass bis 1871 der Bürgermeister von Washington nicht den gesamten District of Columbia verwaltete. Die damals selbständige Stadt Georgetown stellte bis 1871 ihren eigenen Bürgermeister.
In Blakes Amtszeit als Bürgermeister fiel der Britisch-Amerikanische Krieg, in dessen Verlauf die Stadt Washington im Jahr 1814 von den Briten eingenommen und niedergebrannt wurde. Daran konnte auch Blake nichts ändern. Später war er als Bürgermeister am Wiederaufbau der Stadt beteiligt. Er starb am 29. Juli 1819. Sein Sohn Thomas (1792–1849) wurde Kongressabgeordneter für Indiana.